# Francisco Mörth
Francisco Mörth (* 9. Juli 1999) ist ein österreichischer Skispringer.

## Werdegang
Mörth, dessen Bruder Claudio ebenfalls Ski springt, nahm im September 2016 erstmals am Alpencup teil. In den beiden darauffolgenden Jahren war er vereinzelt im FIS Cup am Start, tritt dort aber erst seit 2019 regelmäßig an. Seit dem besagten Jahr ist Mörth auch Mitglied im ÖSV. Im Juli 2019 debütierte der Österreicher in Schtschutschinsk im Skisprung-Continental-Cup und konnte sogleich punkten. In der Saison 2020/21 wurde Mörth im FIS Cup Gesamtdritter und gewann den Wettbewerb ein Jahr später.
Zum Auftakt des Grand Prix 2022 konnte sich Mörth als 16. qualifizieren und errang am zweiten Wettkampftag als bester Österreicher den fünften Platz.

## Statistik

### Grand-Prix-Platzierungen
| Saison | Platz | Punkte |
| ------ | ----- | ------ |
| 2022   | 31.   | 045    |

### Continental-Cup-Platzierungen
| Saison  | Platz | Punkte |
| ------- | ----- | ------ |
| 2019/20 | 094.  | 0055   |
| 2021/22 | 042.  | 0233   |
| 2022/23 | 020.  | 0451   |

## Weblink
- Francisco Mörth in der Datenbank des Internationalen Skiverbands (englisch)